# بلندقدترین انسان‌ها

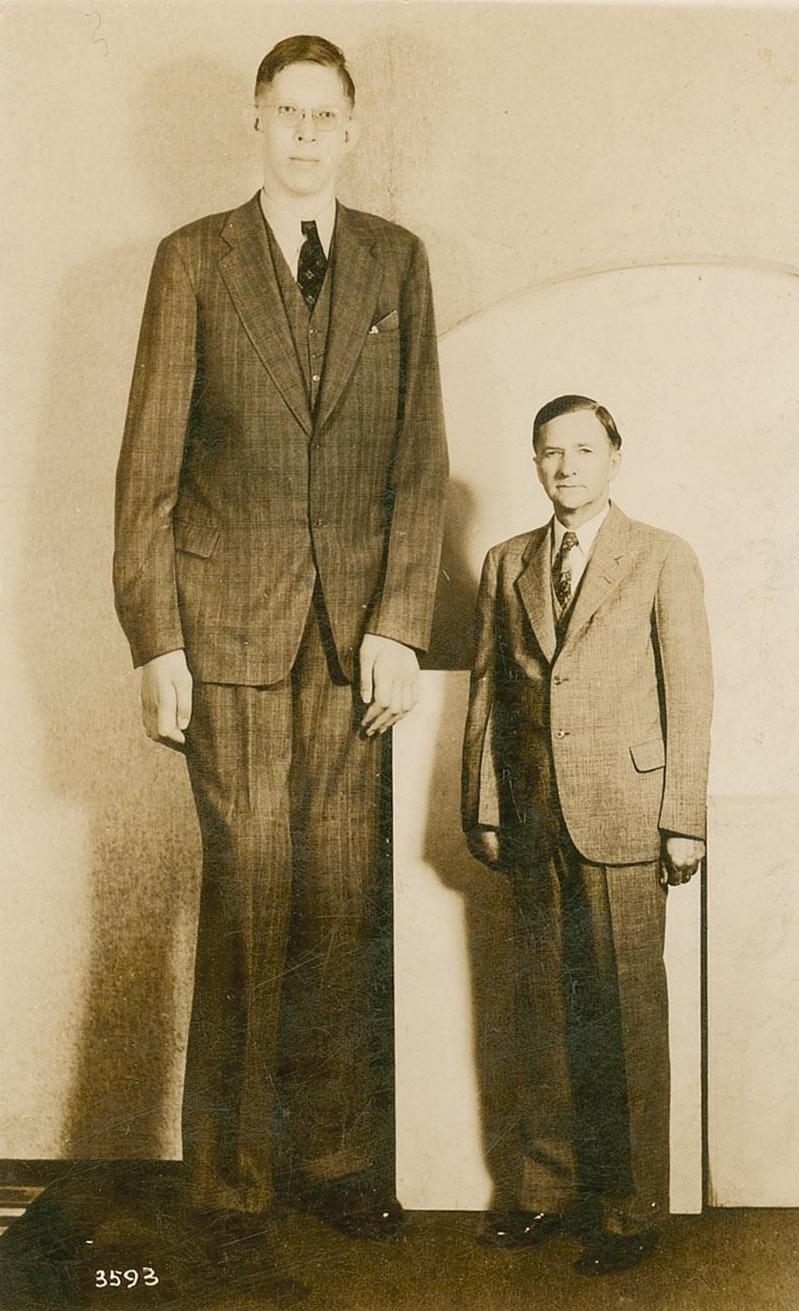
رابرت وادلو، بلندقدترین انسان تایید شده با پدر قد متوسطش

فهرست بلندقدترین انسان‌ها که توسط رکوردهای جهانی گینس یا منابع معتبر تأیید شده است.
با توجه به رکوردهای جهانی گینس، رابرت وادلو اهل ایالات متحده (۱۹۱۸–۱۹۴۰) بلندقدترین انسان ثبت شده در تاریخ بود که ۲۷۳ سانتی‌متر بود (تقریبا ۹ فوت). او در سال ۱۹۳۹ زمانی که به‌عنوان بلندقدترین انسان جهان اندازه گرفته شد، مورد توجه رسانه‌ها قرار گرفت و رکورد جان روگان که ۲۶۷ سانتی‌متر (۸ فوت و ۹ اینچ) بود را شکست.
گزارش‌هایی درمورد افراد بلندتر نیز وجود دارد که بیشتر این ادعاها تأیید نشده یا اشتباه هستند. از دوران باستان، درمورد یافته‌هایی از اسکلت‌های غول‌پیکر انسان گزارش شده است که در ابتدا تصور می‌شد که متعلق به غول‌های افسانه‌ای است. این استخوان‌ها بعداً به‌عنوان بقایای اغراق‌آمیز حیوانات ماقبل تاریخ شناسایی شدند که به‌طور معمول نهنگ‌ها یا فیل‌ها بودند. گزارش‌های منظم روزنامه‌های آمریکایی در قرن ۱۸ و قرن ۱۹ درمورد اسکلت‌های غول‌پیکر انسان ممکن است الهام‌بخش پرونده «متحجر شده» غول کاردیف، یک فریب معروف باستان‌شناسی بود.

## مرد
فوت شده
      زنده
      مورد اختلاف
| کشور                         | قد                       | نام                   | توضیح | دوره زندگی        |
| ---------------------------- | ------------------------ | --------------------- | --- | ----------------- |
| ایالات متحده آمریکا          | ۲٫۷۲ متر (۸ فوت ۱۱ اینچ) | رابرت وادلو           | قدبلندترین انسان ثبت شده در تاریخ. این موضوع را رکوردهای جهانی گینس نیز تأیید کرده است. | ۱۹۱۸–۱۹۴۰         |
| ایالات متحده آمریکا          | ۲٫۶۷ متر (۸ فوت ۹ اینچ)  | جان روگان             | دومین مرد بلند جهان. او فقط ۷۹ کیلوگرم وزن داشت و به دلیل انکیلوز، قادر به ایستادن نبود. | ۱۸۶۸–۱۹۰۵         |
| ایالات متحده آمریکا          | ۲٫۶۴ متر (۸ فوت ۸ اینچ)  | جان اف. کارول         | ۲٫۴۴ متر ارتفاع ایستاده، ۲٫۶۴ متر با فرض انحنای طبیعی ستون فقرات. | ۱۹۳۲–۱۹۶۹         |
| ایران                        | ۲٫۵۹ متر (۸ فوت ۶ اینچ)  | سیاه‌خان لپویی         | چهارمین مرد بلند جهان و اولین در قاره آسیا. او ۲۵۰ کیلوگرم وزن داشته است. . | ۱۹۱۲–۱۹۳۳         |
| فنلاند                       | ۲٫۵۱ متر (۸ فوت ۳ اینچ)  | واینو میلیرینه        | از سال ۱۹۴۰ تا زمان مرگ در سال ۱۹۶۳ به عنوان بلندقدترین فرد شناخته شده است. گفته می‌شود در سی سالگی ۲٫۵۱ متر قد داشته است. | ۱۹۰۹–۱۹۶۳         |
| کانادا                       | ۲٫۵۱ متر (۸ فوت ۳ اینچ)  | ادوارد بیوپریا        | بلندترین قوی‌مرد و کشتی‌گیر تاریخ. | ۱۸۸۱–۱۹۰۴         |
| ترکیه                        | ۲٫۵۱ متر (۸ فوت ۳ اینچ)  | سلطان کوسن            | بلند قدترین انسان زنده کنونی از ۱۷ سپتامبر ۲۰۰۹ (۲۶ شهریور ۱۳۸۸) با رکورد در گینس. | ۱۹۸۲–             |
| ایالات متحده آمریکا          | ۲٫۴۹ متر (۸ فوت ۲ اینچ)  | برنارد کوینه          | در پیش‌نویس کارت ثبت‌نام جنگ جهانی اول او در تاریخ ۲۹ اوت، قد او ۸ فوت بوده است، اگرچه تا زمان مرگ او به ارتفاع ۸ فوت و ۲ اینچ (۲٫۴۹ متر) رسیده بود. احتمالاً تا ۸ فوت و ۴ اینچ (۲٫۵۴ متر) رسیده است.                                                                                       | ۱۸۹۷–۱۹۲۱         |
| ایالات متحده آمریکا          | ۲٫۴۹ متر (۸ فوت ۲ اینچ)  | دون کوئهلر            | بلندترین مرد در دهه ۱۹۷۰ در جهان. خواهر دوقلویی داشت که ۱٫۷۵ متر (۵ فوت و ۹ اینچ) قد داشت. | ۱۹۲۵–۱۹۸۱         |
| هند                          | ۲٫۴۹ متر (۸ فوت ۲ اینچ)  | ویکاس اوپال           | به‌طور رسمی توسط گینس اندازه‌گیری نشد. | ۱۹۸۶–۲۰۰۷         |
| ایران                        | ۲٫۴۷ متر (۸ فوت ۱ اینچ)  | مرتضی مهرزاد          | بلندترین مرد ایران درحال حاضر و بازیکن تیم ملی والیبال نشسته ایران | ۱۹۸۷-             |
| ایرلند                       | ۲٫۴۶ متر (۸ فوت ۱ اینچ)  | پاتریک کوپر او. برین  | بلندترین فردی که در آن زمان ثبت شده است و اولین فردی در تاریخ پزشکی است که در ارتفاع تأیید شده ۸ فوت (۴۴/۲ متر) ایستاده است. بقایای موجود در سال ۱۹۷۲ مورد بررسی قرار گرفت و ارتفاع آن تأیید شد.                                                                                         | ۱۷۶۰–۱۸۰۶         |
| مراکش                        | ۲٫۴۶ متر (۸ فوت ۱ اینچ)  | براهیم تکی اله        | دارای بزرگ‌ترین کف پاهای جهان با ۱ فوت و ۳ اینچ (۳۸ سانتی‌متر) است. | ۱۹۸۲-             |
| آلمان                        | ۲٫۴۶ متر (۸ فوت ۱ اینچ)  | جولیوس کخ             | به دلیل همزمانی زندگی‌اش با زندگی روگان احتمالاً هرگز بلند قدترین فرد جهان نیست. | ۱۸۷۲–۱۹۰۲         |
| موزامبیک                     | ۲٫۴۶ متر (۸ فوت ۱ اینچ)  | گابریل استوانو        | او در گینس به عنوان بلند قدترین مرد از سال‌های ۱۹۸۸ تا ۱۹۹۰ بود. شاید بلند قدترین آفریقایی ثبت شده باشد. | ۱۹۴۴–۱۹۹۰         |
| لیبی                         | ۲٫۴۵ متر (۸ فوت ۰ اینچ)  | سلیمان علی نشنوش      | لیبیایی که شاید بلندترین بازیکن بسکتبال بوده است. | ۱۹۴۳–۱۹۹۱         |
| آلمان                        | ۲٫۴۴ متر (۸ فوت ۰ اینچ)  | آنتون دو فرانکن پوینت | در طی جنگ سی‌ساله زندگی می‌کرد. اسکلت او بعداً ۸ فوت (۲۴۴سانتی‌متر) اندازه‌گیری شد. | ناشناخته          |
| چین                          | ۲٫۴۲ متر (۷ فوت ۱۱ اینچ) | ژانگ چونکای           | بلندقدترین مرد چین که در قید حیات است. | ۱۹۸۳–             |
| رومانی                       | ۲٫۴۲ متر (۷ فوت ۱۱ اینچ) | گوجیا میتو            | بلندترین مشت‌زن حرفه‌ای در تاریخ. | ۱۹۱۴–۱۹۳۶         |
| اندونزی                      | ۲٫۴۲ متر (۷ فوت ۱۱ اینچ) | سوپاروونو             | اندونزیایی با قد بلند در دسامبر ۲۰۰۹ توسط موزهٔ ثبت اندونزی (MURI) به‌طور رسمی (دراز و در حالت ایستاده) اندازه‌گیری شد. | ۱۹۸۵–۲۰۱۲         |
| پورتوریکو                    | ۲٫۴۲ متر (۷ فوت ۱۱ اینچ) | فلیپه بیریل           | بلندقدترین رکوردی که در پورتوریکو به ثبت رسیده است. | ۱۹۱۶–۱۹۹۴         |
| اتحاد جماهیر شوروی           | ۲٫۴۱ متر (۷ فوت ۱۱ اینچ) | الکساندر سیزوننکو     | بازیکن بسکتبال شوروی. | ۱۹۵۹–۲۰۱۲         |
| کرواسی                       | ۲٫۳۸ متر (۷ فوت ۱۰ اینچ) | گروگو کوسیچ           | بلندترین کروات ثبت شده. بلندترین شهروند اتریش-مجارستان در زمان خود. | ۱۸۹۲–۱۹۱۸         |
| چین                          | ۲٫۳۶ متر (۷ فوت ۹ اینچ)  | بائو شیشون            | در رکوردهای جهانی گینس بلند قدترین فرد زنده محسوب می‌شد تا اینکه در سپتامبر ۲۰۰۹ سلطان کسن جایگزین او شد. | ۱۹۵۱–             |
| مغولستان                     | ۲٫۳۶ متر (۷ فوت ۹ اینچ)  | اوندور گونگور         | مردی بسیار بلند قامت در اوایل قرن ۲۰ در مغولستان. برخی منابع دیگر حتی ۲٫۴۵ متر (۸ فوت). | ۱۸۸۰/۸۵ – ۱۹۲۵/۳۰ |
| بریتانیا                     | ۲٫۳۶ متر (۷ فوت ۹ اینچ)  | آنگوس ماکاسکیل        | بلندترین اسکاتلندی ثبت شده. | ۱۸۲۵–۱۸۶۳         |
| چین                          | ۲٫۳۶ متر (۷ فوت ۹ اینچ)  | سون مینگ مینگ         | بازیکن بسکتبال اهل چین که در زمان قید حیاتش به عنوان جایگاه دومین مرد بلند قد چین قرار داشت. | ۱۹۸۳–             |
| آلمان                        | ۲٫۳۶ متر (۷ فوت ۹ اینچ)  | والتر اشتراوب         | تا زمانی که زنده بود به عنون بلندترین مرد آلمان به حساب می‌آمد. | ۱۹۲۵–۱۹۸۶         |
| کرهٔ شمالی                    | ۲٫۳۵ متر (۷ فوت ۹ اینچ)  | ری میونگ هون          | بسکتبالیست سابق تیم ملی کره شمالی. | ۱۹۶۷–             |
| تونس                         | ۲٫۳۵ متر (۷ فوت ۹ اینچ)  | رضوان شربیب           | قبل از بائو شیشون و سون مینگ مینگ در فهرست رکوردهای جهانی گینس به عنوان قد بلندترین فرد تا ۱۵ ژانویه ۲۰۰۵ قرار گرفته بود. | ۱۹۶۸–             |
| ایالات متحده آمریکا/ اوکراین | ۲٫۳۵ متر (۷ فوت ۹ اینچ)  | ایگور ووکووینسکی      | در حال حاضر بلندترین فرد ساکن ایالات متحده است. در اصل از اوکراین، به روچستر در ماینسوتا نقل مکان کرد تا در کلینیک میو تحت درمان قرار گیرد. اخیراً در تبلیغات و فیلم‌های سینمایی بازی کرده است. همچنین با پوشیدن پیراهنی که روی آن نوشته شده بود «بزرگ‌ترین حامی اوباما» به خوبی شناخته شد. | ۱۹۸۲–             |
| ایالات متحده آمریکا          | ۲٫۳۴ متر (۷ فوت ۸ اینچ)  | جورج بل               | قبلاً بلندترین آمریکایی. | ۱۹۵۷–             |
| ژاپن                         | ۲٫۳۴ متر (۷ فوت ۸ اینچ)  | یاسوکا اوکایاما       | بلندترین بازیکن بسکتبال در تاریخ انجمن ملی بسکتبال. | ۱۹۵۴–             |
| اتریش                        | ۲٫۳۴ متر (۷ فوت ۸ اینچ)  | آدام راینر            | تنها شخصی که هم کوتوله و هم غول پیکر بوده است. او در ۲۱ سالگی ۱٫۱۸ متر (۳ فوت و ۱۰ اینچ) قد داشت و هنگام مرگ قد او ۲٫۳۴ متر (۷ فوت و ۸ اینچ) بود، زیرا در بزرگسالی قد خود را دو برابر کرده بود.                                                                                          | ۱۸۹۹–۱۹۵۰         |
| ایسلند                       | ۲٫۳۴ متر (۷ فوت ۸ اینچ)  | یوهان کریستین پترسون  | او بلندترین شخص در ایسلند بود. | ۱۹۱۳–۱۹۸۴         |
| پاکستان                      | ۲٫۳۴ متر (۷ فوت ۸ اینچ)  | ناصر صومرو            | بلندترین مرد تأیید شده که در پاکستان زندگی می‌کند. |                   |
| بریتانیا                     | ۲٫۳۴ متر (۷ فوت ۸ اینچ)  | پل استرجس             | نام او به عنوان بلندترین بازیکن بسکتبال دانشگاهی در ایالات متحده گره خورده است. | ۱۹۸۷-             |
| بریتانیا                     | ۲٫۳۲ متر (۷ فوت ۷ اینچ)  | نیل فینگلتون          | قبلاً بلندقدترین مرد زادهٔ انگلیس. | ۱۹۸۰–             |
| سومالی                       | ۲٫۳۱                     | Hussain Bisad         | در سومالی بلندقدترین مرد در نظر گرفته می‌شود. | ۱۹۷۵–             |
| پاکستان                      | ۲٫۳۱ متر (۷ فوت ۷ اینچ)  | آلام چانا             | تا سال درگذشتش ۱۹۹۸، بلندقدترین مرد محسوب می‌شد. | ۱۹۵۳–۱۹۹۸         |
| ایالات متحده آمریکا          | ۲٫۳۱ متر (۷ فوت ۷ اینچ)  | کنی جورج              | بلندترین بازیکن بسکتبال. | ۱۹۸۷–             |
| آرژانتین                     | ۲٫۳۱ متر (۷ فوت ۷ اینچ)  | خورخه گونسالس         | بسکتبالیست، هنرپیشه و بلندترین کشتی‌گیر تاریخ دبلیودبلیوئی. | ۱۹۶۶–۲۰۱۰         |
| ایرلند                       | ۲٫۳۱ متر (۷ فوت ۷ اینچ)  | چارلز بیرنه           | اسکلت وی اکنون در موزه شکارچیان نگاه‌داری می‌شود. | ۱۷۶۱–۱۷۸۳         |
| ایالات متحده آمریکا          | ۲٫۳۱                     | Max Palmer            | بازیگر و کشتی‌گیر حرفه‌ای. | ۱۹۲۷–۱۹۸۴         |
| رومانی                       | ۲٫۳۱ متر (۷ فوت ۷ اینچ)  | Gheorghe Mureşan      | به‌طور مشترک با فرد دیگری، به عنوان بلندرین بازیکن تاریخ بسکتبال ان‌بی‌ای. | ۱۹۷۱–             |
| سودان                        | ۲٫۳۱ متر (۷ فوت ۷ اینچ)  | Manute Bol            | به‌طور مشترک با فرد دیگری، به عنوان بلندترین بازیکن تاریخ بسکتبال ان‌بی‌ای. | ۱۹۶۲–۲۰۱۰         |
| ویتنام                       | ۲٫۳۰ متر (۷ فوت ۷ اینچ)  | Trần Thành Phố        | تا زمان مرگش در ۲۰۱۰ بلندقدترین مرد آسیای شرقی | ۱۹۴۷–۲۰۱۰.        |
| بریتانیا                     | ۲٫۲۹ متر (۷ فوت ۶ اینچ)  | Christopher Greener   | بلندقدترین مرد سابق انگلیس | ۱۹۴۳-             |
| الجزایر                      | ۲٫۲۹ متر (۷ فوت ۶ اینچ)  | Saad Kaiche           | بازیکن سابق بسکتبال باشگاه CB Breogán. | ۱۹۸۵–             |
| مونته‌نگرو                    | ۲٫۲۹ متر (۷ فوت ۶ اینچ)  | Slavko Vraneš         | Tallest Montenegrin basketball player in the national basketball team | ۱۹۸۳–             |
| چین                          | ۲٫۲۹ متر (۷ فوت ۶ اینچ)  | یائو مینگ             | Was the tallest player in the NBA until his retirement in 2011. | ۱۹۸۰–             |
| ایالات متحده آمریکا          | ۲٫۲۹ متر (۷ فوت ۶ اینچ)  | شاون بردلی            | Former player in the NBA, 1993–2005. | ۱۹۷۲–             |
| ایالات متحده آمریکا          | ۲٫۲۹ متر (۷ فوت ۶ اینچ)  | Matthew McGrory       | Was the world's tallest actor when he died in 2005. | ۱۹۷۳–۲۰۰۵         |
| پرو                          | ۲٫۲۸ متر (۷ فوت ۶ اینچ)  | Margarito Machacuay   | Currently the tallest South American person and is the fifth tallest in the Americas. | ۱۹۶۵–             |

## زن
| کشور                | قد                       | نام         | توضیح | دوره زندگی |
| ------------------- | ------------------------ | ----------- | --- | ---------- |
| چین                 | ۲٫۴۸ متر (۸ فوت ۲ اینچ)  | زنگ جینلیان | تأیید شده توسط رکوردهای جهانی گینس به‌عنوان بلندقدترین زن در تاریخ. او از انحنای ستون فقرات رنج می‌برد و نمی‌توانست در تمام قد بایستد. او به‌عنوان بلندقدترین فرد چینی و بلندقدترین فرد جهان اندکی قبل از مرگش ثبت شده است. او تنها زنی است که قدش از ۸ فوت (۲۴۴ سانتی‌متر) عبور کرده است. | ۱۹۶۴–۱۹۸۲  |
| بریتانیا            | ۲٫۴۱ متر (۷ فوت ۱۱ اینچ) | جین بانفورد | بلندقدترین فرد انگلیسی و بلندقدترین فرد احتمالی جهان در زمان مرگش ثبت شده است. قد او به علت انحنای ستون فقرات تغییر یافته است؛ حداکثر قد او به‌صورت ایستاده ۷ فوت و ۱۰ اینچ (۲۳۹ سانتی‌متر) بود.                                                                                        | ۱۸۹۵–۱۹۲۲  |
| چین                 | ۲٫۳۴ متر (۷ فوت ۸ اینچ)  | یائو دفن    | ثبت شده به‌عنوان بلندقدترین زن زنده توسط گینس تا زمان مرگش در ۱۳ نوامبر ۲۰۱۲. | ۱۹۷۲–۲۰۱۲  |
| ایالات متحده آمریکا | ۲٫۳۳ متر (۷ فوت ۸ اینچ)  | سندی آلن    | ثبت شده به‌عنوان بلندقدترین زن زنده توسط رکوردهای جهانی گینس و بلندقدترین زن آمریکایی تا زمان مرگش در ۱۳ اوت ۲۰۰۸. | ۱۹۵۵–۲۰۰۸  |

## موردهای تأیید نشده و مورد اختلاف
| ناشناخته            | ۱۱ متر                     | ناشناخته                          | شخصی به باور مسلمانان که از قوم عاد بوده دارای قد ۱۱ متر بود و اسکلت‌های او پیدا شده است | حدود ۷۰۰ سال قبل از میلاد مسیح. |                         |         |                                                                     |           |
| فرانسه              | ۳٫۵۰ متر (۱۱ فوت ۶ اینچ)   | غول کاستلناو                      | Height estimate based on bone fragments found at the Neolithic cemetery of Castelnau-le-Lez, excavated in 1890 by Georges Vacher de Lapouge and published in the journal La Nature, Vol. 18, 1890. | ناشناخته - فرانسه نوسنگی        |                         |         |                                                                     |           |
| روسیه / بلاروس      | ۲٫۸۵ متر (۹ فوت ۴ اینچ)    | فیودور ماچنو Russian Giant        | Was measured at 2.39m (7 ft 10in) height, the great height of 2.89m (9 ft 3in) seems to have stemmed from wearing a large Russian fur hat. Height is not officially confirmed                      | ۱۸۷۶–۱۹۱۲                       |                         |         |                                                                     |           |
| انگلستان / بریتانیا | ۲٫۸۲ متر (۹ فوت ۳ اینچ)    | John Middleton The Childe of Hale | Written on his grave is Here lyeth the bodie of John Middleton, the Childe of Hale, nine feet three. Height not officially confirmed.                                                              | ۱۵۷۸–۱۶۲۳                       |                         |         |                                                                     |           |
| [ایران]             | ۲۹۶/۵ cmیا به روایتی ۲۹۲cm | علی خان حسنوند                    | ۱۹۸۹-اکنون زنده | ایالات متحده آمریکا             | ۲٫۷۹ متر (۹ فوت ۲ اینچ) | جان آسن | بازیگر فیلم‌های صامت آمریکا که قد او به‌طور رسمی به تأیید نرسیده است. | ۱۸۹۰–۱۹۳۸ |
| ایرلند              | ۲٫۶۹                       | Patrick Murphy                    | Claimed 8'10", but was later measured at 7'3.4" (222 cm). Height is not officially confirmed. | ۱۸۳۴–۱۸۶۲                       |                         |         |                                                                     |           |
| ایتالیا             | ۲٫۵۹ متر (۸ فوت ۶ اینچ)    | ماکسیمینوس ترکس                   | امپراتور روم، اولین شخصی که در مورد رشد غول‌پیکری (gigantism) به ثبت رسیده است. | ۱۷۳–۲۳۸                         |                         |         |                                                                     |           |
| چین                 | ۲٫۵۹ متر (۸ فوت ۶ اینچ)    | Wang Fengjun                      | قد او به‌طور رسمی به تأیید نرسیده است. | ۱۹۷۶-                           |                         |         |                                                                     |           |
| اوکراین             | ۲٫۵۹ متر (۸ فوت ۶ اینچ)    | Leonid Stadnyk                    | Refuses to undergo independent testing under Guinness World Records rules, so his claim is not recognized by Guinness World Records.                                                               | ۱۹۷۱-                           |                         |         |                                                                     |           |
| پاکستان             | ۲٫۵۴ متر (۸ فوت ۴ اینچ)    | Ajaz Ahmed                        | Claims actually to be 8 feet 4 inches, but this is unverified by Guinness World Records. He claims that he is still growing.                                                                       | ۱۹۷۶-                           |                         |         |                                                                     |           |
| هلند                | ۲٫۵۴ متر (۸ فوت ۴ اینچ)    | Trijntje Keever                   | Tallest recorded woman. Not confirmed by Guinness World Records. | ۱۶۱۶–۱۶۳۳                       |                         |         |                                                                     |           |
| ایالات متحده آمریکا | ۲٫۵۴ متر (۸ فوت ۴ اینچ)    | Ella Ewing                        | Claims 8 feet 4 inches, however measured at 7 feet 4.5 inches. Her mother describes her full height at 8 feet 4 inches.                                                                            | ۱۸۷۲–۱۹۱۳                       |                         |         |                                                                     |           |
| بنگلادش             | ۲٫۵۱ متر (۸ فوت ۳ اینچ)    | Parimal Barman                    | Claims of being 8 feet 3 inches, not confirmed. | ۱۹۶۲–۱۹۹۱                       |                         |         |                                                                     |           |
| فنلاند              | ۲٫۴۷ متر (۸ فوت ۱ اینچ)    | Daniel Cajanus                    | قد او به‌طور رسمی به تأیید نرسیده است. | ۱۷۰۳–۱۷۴۹                       |                         |         |                                                                     |           |
| چین                 | ۲٫۴۶ متر (۸ فوت ۱ اینچ)    | Zhao Liang                        | Not confirmed by Guinness World Records. Basketball player until an injury in 2001, now a circus performer.                                                                                        | ۱۹۸۲–                           |                         |         |                                                                     |           |
| فنلاند              | ۲٫۴۶ متر (۸ فوت ۱ اینچ)    | Louis Moilanen Big Louie          | قد او به‌طور رسمی به تأیید نرسیده است. | ۱۸۸۶–۱۹۱۳                       |                         |         |                                                                     |           |
| چین                 | ۲٫۴۴ متر (۸ فوت ۰ اینچ)    | Zhan Shichai                      | قد او به‌طور رسمی به تأیید نرسیده است. | 1840s-۱۸۹۳                      |                         |         |                                                                     |           |
| الجزایر             | ۲٫۴۴ متر (۸ فوت ۰ اینچ)    | Mounir Fourar                     | قد او به‌طور رسمی به تأیید نرسیده است. | ۱۹۷۲–                           |                         |         |                                                                     |           |
| اندونزی             | ۲٫۴۲ متر (۷ فوت ۱۱ اینچ)   | Musutaman                         | قد او به‌طور رسمی به تأیید نرسیده است. | ۱۹۶۲-?                          |                         |         |                                                                     |           |
| سوئد                | ۲٫۴۲ متر (۷ فوت ۱۱ اینچ)   | Gustaf Edman                      | قد او به‌طور رسمی به تأیید نرسیده است. | ۱۸۸۲–۱۹۱۲                       |                         |         |                                                                     |           |
| مغولستان            | ۲٫۳۶ متر (۷ فوت ۹ اینچ)    | Öndör Gongor Tall Gongor          | Was measured by روی چپمن اندروز، but some other sources even give 2,45 m (8 feet) | ۱۸۷۹–۱۹۳۱                       |                         |         |                                                                     |           |
| اسرائیل             | ۲٫۳ متر (۷ فوت ۷ اینچ)     | کریستوفر قدیس                     | قدیس کلیسای کاتولیک. | ?-۲۵۱                           |                         |         |                                                                     |           |

## بلند قدترین‌ها در زمینه‌ها و کارهای گوناگون

### بلندقدترین ورزشکاران در رشته‌های گوناگون

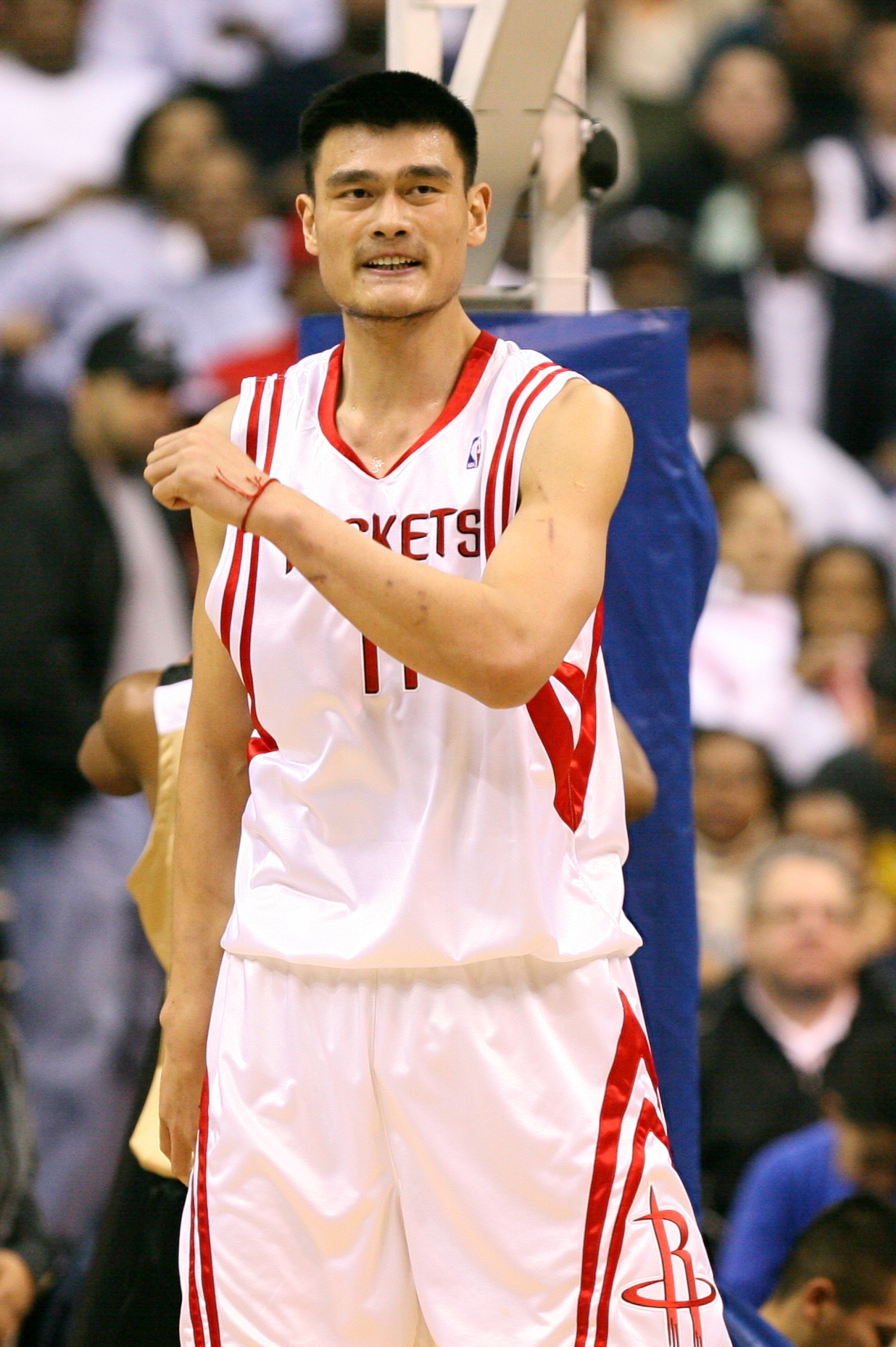
یائو مینگ در بازی ان‌بی‌ای (NBA)

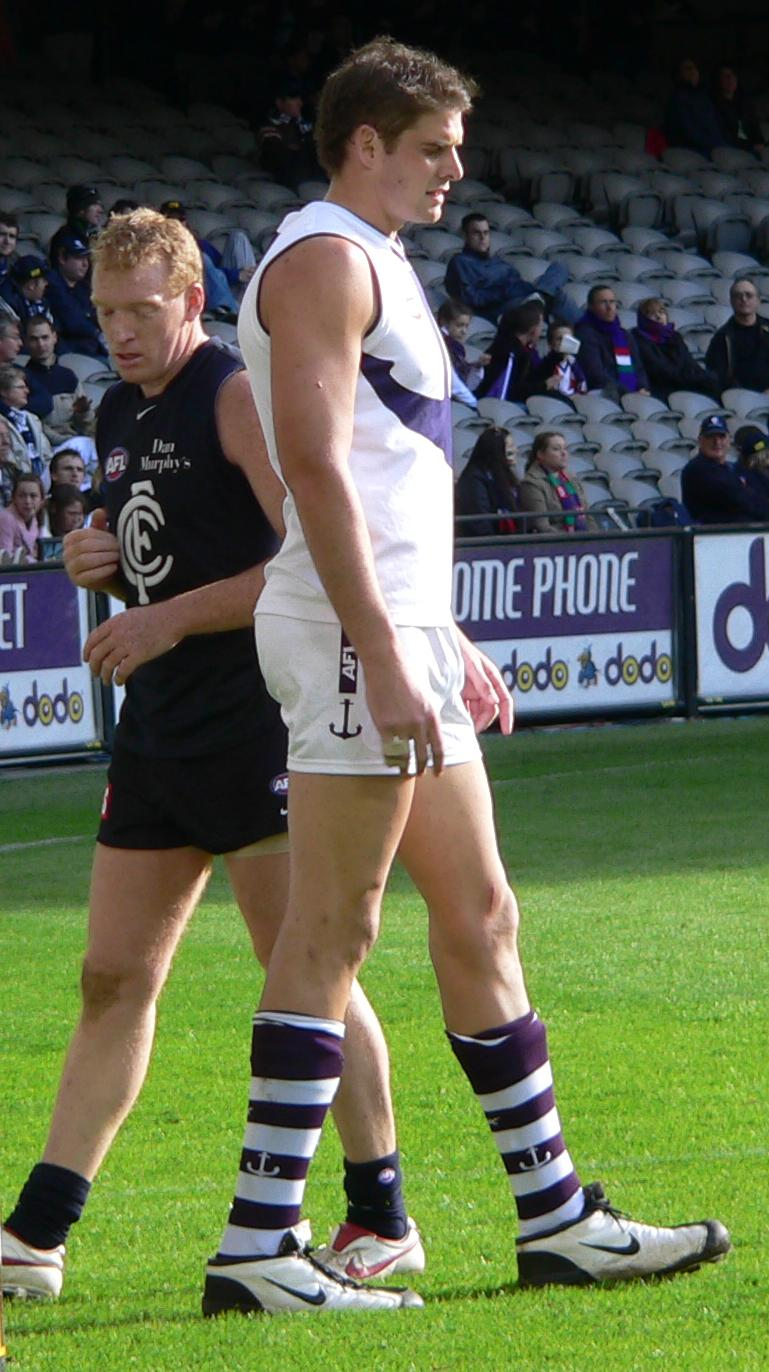
آرون سندیلندز و لنس ویتنال در یک استادیوم لیگ فوتبال استرالیا.

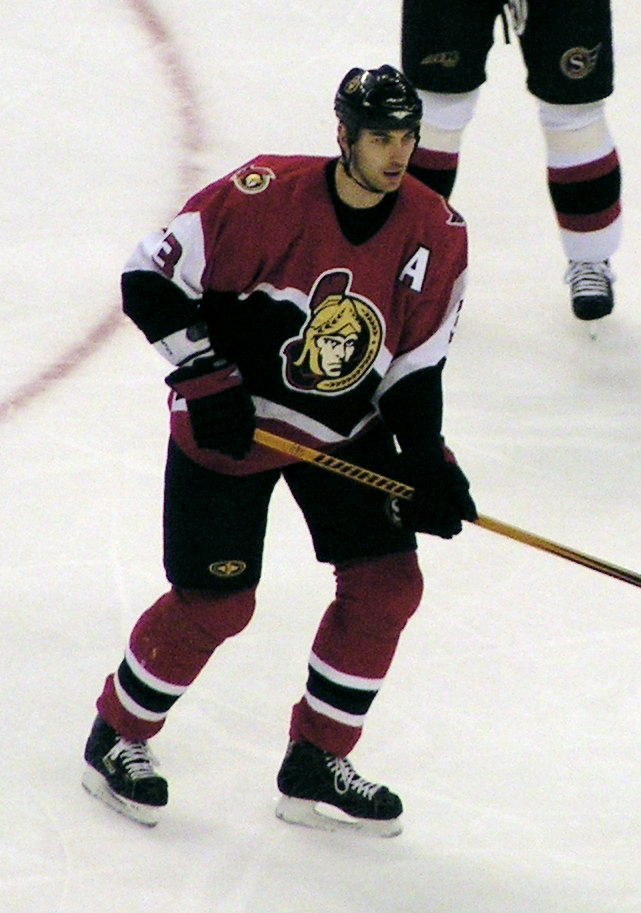
زددنو چارا، بلندترین بازیکن تاریخ لیگ ملی هاکی.

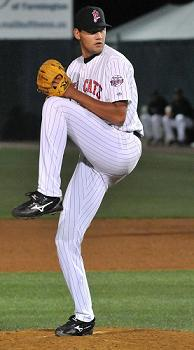
لوک ون میل بلندترین بازیکن تاریخ بیس‌بال حرفه‌ای است.

| کشور                | قد                       | نام                      | توضیح                                                                                          | دوره زندگی |
| ------------------- | ------------------------ | ------------------------ | ---------------------------------------------------------------------------------------------- | ---------- |
| کانادا              | ۲٫۵۱ متر (۸ فوت ۳ اینچ)  | ادوارد بوپره             | بلندترین قوی‌مرد و کشتی‌گیر تاریخ.                                                               | ۱۸۸۱–۱۹۰۴  |
| ایران               | ۲٫۴۶ متر (۸ فوت ۱ اینچ)  | مرتضی مهرزاد             | بلندترین والیبالیست تاریخ.                                                                     | ۱۹۸۶–اکنون |
| لیبی                | ۲٫۴۵ متر (۸ فوت ۰ اینچ)  | سلیمان علی نشنوش         | بلندترین بسکتبالیست تاریخ.                                                                     | ۱۹۴۳–۱۹۹۱  |
| رومانی              | ۲٫۴۲ متر (۷ فوت ۱۱ اینچ) | Gogea Mitu               | بلندترین بوکسور حرفه‌ای تاریخ.                                                                  | ۱۹۱۴–۱۹۳۶  |
| چین                 | ۲٫۳۶ متر (۷ فوت ۹ اینچ)  | Sun Ming Ming            | بلندترین بازیکن بسکتبال حرفه‌ای فعال.                                                           | ۱۹۸۳–      |
| رومانی              | ۲٫۳۱ متر (۷ فوت ۷ اینچ)  | Gheorghe Mureşan         | بازیکن بسکتبال بازنشسته و حرفه‌ای. نام او به عنوان بلندترین بازیکن تاریخ ان‌بی‌ای گره خورده است.  | ۱۹۷۱–      |
| سودان               | ۲٫۳۱ متر (۷ فوت ۷ اینچ)  | Manute Bol               | بسکتبالیست حرفه‌ای. نام او به عنوان بلندترین بازیکن در تاریخ اتحادیه ملی بسکتبال گره خورده است. | ۱۹۶۲–۲۰۱۰  |
| ایران               | ۲٫۲۴ متر (۷ فوت ۴ اینچ)  | جابر روزبهانی            | بازیکن بسکتبال                                                                                 | ۱۹۸۶–      |
| تانزانیا            | ۲٫۲۱ متر (۷ فوت ۳ اینچ)  | هاشم ثابت                | بلندترین بازیکن فعال ان‌بی‌ای.                                                                   | ۱۹۸۷–      |
| ایران               | ۲٫۱۸ متر (۷ فوت ۲ اینچ)  | حامد حدادی               | بسکتبالیست                                                                                     | ۱۹۸۵–      |
| روسیه               | ۲٫۱۸ متر (۷ فوت ۲ اینچ)  | دیمیتری موزرسکی          | بازیکن والیبال                                                                                 | ۱۹۸۸–      |
| کرهٔ جنوبی           | ۲٫۱۸ متر (۷ فوت ۲ اینچ)  | Choi Hong-man            | Tied tallest Kickboxer and Mixed Martial Artist.                                               | ۱۹۸۰–      |
| برزیل               | ۲٫۱۸ متر (۷ فوت ۲ اینچ)  | Giant Silva              | Tied tallest کیک‌بوکسینگ and tallest active wrestler.                                           | ۱۹۶۳–      |
| لهستان              | ۲٫۱۸ متر (۷ فوت ۲ اینچ)  | Małgorzata "Margo" Dydek | Tallest player in WNBA history.                                                                | ۱۹۷۴–۲۰۱۱  |
| روسیه               | ۲٫۱۶ متر (۷ فوت ۱ اینچ)  | الکسی کازاکوف            | Tallest والیبال player.                                                                        | ۱۹۷۶–      |
| پاکستان             | ۲٫۱۶ متر (۷ فوت ۱ اینچ)  | Mohammad Irfan           | بلندترین بازیکن کریکت در جهان.                                                                 | ۱۹۸۲–      |
| هلند                | ۲٫۱۵ متر (۷ فوت ۱ اینچ)  | Loek van Mil             | بلندترین بازیکن بیس‌بال.                                                                        | ۱۹۸۴–      |
| بریتانیا            | ۲٫۱۳ متر (۷ فوت ۰ اینچ)  | Richard Metcalfe         | بلندترین بازیکن راگبی ۱۵ نفره در تاریخ.                                                        | ۱۹۷۳–      |
| هلند                | ۲٫۱۳ متر (۷ فوت ۰ اینچ)  | Ted van der Parre        | بلند قدترین قوی‌ترین مردان جهان در تاریخ.                                                       | ۱۹۵۵–      |
| ایالات متحده آمریکا | ۲٫۱۳ متر (۷ فوت ۰ اینچ)  | Richard Sligh            | بلندترین بازیکن فوتبال آمریکا در تاریخ NFL.                                                    | ۱۹۴۴–۲۰۰۸  |
| روسیه               | ۲٫۱۳ متر (۷ فوت ۰ اینچ)  | نیکولای والوئف           | Tallest title holder in Heavyweight Boxing.                                                    | ۱۹۷۳–      |
| ایالات متحده آمریکا | ۲٫۱۱ متر (۶ فوت ۱۱ اینچ) | Jon Rauch                | Tallest Baseball player in لیگ برتر بیسبال آمریکا.                                             | ۱۹۷۸–      |
| استرالیا            | ۲٫۱۱ متر (۶ فوت ۱۱ اینچ) | Aaron Sandilands         | The tallest player in the history of Australian Football League.                               | ۱۹۸۲–      |
| استرالیا            | ۲٫۱۱ متر (۶ فوت ۱۱ اینچ) | Peter Street             | Same as Aaron Sandilands, the tallest player in the history of Australian Football League.     | ۱۹۸۰–      |
| لیتوانی             | ۲٫۰۹ متر (۶ فوت ۱۰ اینچ) | رولانداس گیمبوتیس        | بلندترین شناگر در المپیک.                                                                      | ۱۹۸۱–      |
| کرواسی              | ۲٫۰۸ متر (۶ فوت ۱۰ اینچ) | ایوو کارلوویچ            | Tallest Tennis player on the انجمن تنیس حرفه‌ای.                                                | ۱۹۷۹–      |
| بلژیک               | ۲٫۰۸ متر (۶ فوت ۱۰ اینچ) | Kristof Van Hout         | Tallest Association Football player                                                            | ۱۹۸۷–      |
| اسلواکی             | ۲٫۰۶ متر (۶ فوت ۹ اینچ)  | Zdeno Chára              | Tallest player in لیگ ملی هاکی history.                                                        | ۱۹۷۷–      |
| روسیه               | ۲٫۰۶ متر (۶ فوت ۹ اینچ)  | Nelly Alisheva           | بلندترین بازیکن زن در والیبال.                                                                 | ۱۹۸۳–      |
| ایالات متحده آمریکا | ۲٫۰۶ متر (۶ فوت ۹ اینچ)  | Jared Gaither            | Tallest American Football player in the NFL                                                    | ۱۹۸۶-      |
| بلغارستان           | ۲٫۰۳ متر (۶ فوت ۸ اینچ)  | Kotooshu Katsunori       | Currently tallest سومو.                                                                        | ۱۹۸۳-      |
| ایالات متحده آمریکا | ۲٫۰۳ متر (۶ فوت ۸ اینچ)  | لبرون جیمز               | بسکتبالیست                                                                                     | ۱۹۸۴–      |
| آلمان               | ۲٫۰۱ متر (۶ فوت ۷ اینچ)  |                          |                                                                                                |            |
| آلمان               | ۲٫۰۱ متر (۶ فوت ۷ اینچ)  | Ingo Schultz             | Tallest sprinter.                                                                              | ۱۹۷۵–      |
| بلغارستان           | ۲٫۰۱ متر (۶ فوت ۷ اینچ)  | Velichko Cholakov        | Tallest Olympic weightlifter.                                                                  | ۱۹۸۲–      |
| ایالات متحده آمریکا | ۱٫۹۷ متر (۶ فوت ۶ اینچ)  | George Archer            | Tallest golfer on the PGA Tour.                                                                | ۱۹۳۹–۲۰۰۵  |
| بریتانیا            | ۱٫۹۳ متر (۶ فوت ۴ اینچ)  | Justin Wilson            | بلندترین رانندهٔ فرمول یک تاریخ.                                                                | ۱۹۷۸–      |
| کرواسی              | ۱٫۹۳ متر (۶ فوت ۴ اینچ)  | Blanka Vlašić            | Tallest high jumper.                                                                           | ۱۹۸۳–      |
| ایالات متحده آمریکا | ۱٫۹۳ متر (۶ فوت ۴ اینچ)  | Steven Nyman             | Tallest World Cup Competitor in اسکی آلپاین.                                                   | ۱۹۸۲–      |
| چک                  | ۱٫۹۱ متر (۶ فوت ۳ اینچ)  | اوا هردینووا             | Tallest Tennis player on انجمن تنیس زنان.                                                      | ۱۹۸۴–      |

### بلندقدترین بازیگران
| کشور                | قد                      | نام             | توضیح                                                                                | دوره زندگی |
| ------------------- | ----------------------- | --------------- | ------------------------------------------------------------------------------------ | ---------- |
| ایالات متحده آمریکا | ۲٫۲۹ متر (۷ فوت ۶ اینچ) | Matthew McGrory | تا زمان مرگش، با قد ۲۲۹ سانتی‌متر به عنوان بلندترین بازیگر به حساب می‌آمد.             | ۱۹۷۳–۲۰۰۵  |
| بریتانیا            | ۲٫۲۱ متر (۷ فوت ۳ اینچ) | پیتر میهیو      | بلندترین بازیگر سینما با قد ۲۲۱ سانتی‌متر.                                            | ۱۹۴۴–      |
| ایالات متحده آمریکا | ۲٫۱۷ متر (۷ فوت ۱ اینچ) | ریچارد کیل      | بازیگر قدبلند آمریکایی. شاید مشهورترین بازیگر برای ایفای نقش Jaws در جیمز باند.      | ۱۹۳۹–۲۰۱۴  |
| ایالات متحده آمریکا | ۲٫۰۱ متر (۶ فوت ۷ اینچ) | جیمز کرامول     | بلندترین بازیگر نامزد جایزه اسکار با قد ۲۰۱ سانتی‌متر.                                | ۱۹۴۰–      |
| ایران               | ۱٫۹۸ متر (۶ فوت ۶ اینچ) | بهرام افشاری    | بازیگر جوان ایرانی با قد ۱۹۸ سانتی‌متر                                                | ۱۹۸۷–      |
| ایران               | ۱٫۹۶ متر (۶ فوت ۵ اینچ) | احمد ایراندوست  | بازیگر ایرانی با قد ۱۹۶ سانتی‌متر                                                     | ۱۹۷۰–      |
| ایالات متحده آمریکا | ۱٫۹۶                    | دوئین جانسون    | بازیگر قدبلند آمریکایی                                                               | ۱۹۷۲–      |
| ایالات متحده آمریکا | ۱٫۹۵                    | تیم رابینز      | بلندترین بازیگر برنده جایزه اسکار با قد ۱۹۵ سانتی‌متر.                                | ۱۹۵۸–      |
| ایالات متحده آمریکا | ۱٫۸۸ متر (۶ فوت ۲ اینچ) | تامارا دابسن    | احتمالاً بلندقدترین بازیگر زن که با قد ۱٫۸۸ متر (۶ فوت و ۲ اینچ) نقش اصلی بازی می‌کند. | ۱۹۴۴–۲۰۰۶  |

## بلندقدترین افراد در قید حیات
| کشور                | قد (متر)                 | نام                   | توضیح                                                                     | دوره زندگی |
| ------------------- | ------------------------ | --------------------- | ------------------------------------------------------------------------- | ---------- |
| ترکیه               | ۲٫۵۱ متر (۸ فوت ۳ اینچ)  | سلطان کوسن            | بلندترین شخص در ترکیه با قد ۲۵۱ سانتی‌متر.                                 | ۱۹۸۲ –     |
| مراکش               | ۲٫۴۶ متر (۸ فوت ۱ اینچ)  | براهیم تکی اله        | دارای بزرگ‌ترین کف پاهای جهان با ۱ فوت و ۳ اینچ (۳۸ سانتی‌متر) است.         | ۱۹۸۲ –     |
| ایران               | ۲٫۴۶ متر (۸ فوت ۱ اینچ)  | مرتضی مهرزاد          | بلندترین شخص ایرانی با قد ۲۴۶ سانتی‌متر و سومین شخص قدبلند حال حاضر جهان.  | ۱۹۸۷ –     |
| چین                 | ۲٫۴۲ متر (۷ فوت ۱۱ اینچ) | ژانگ جونکای           | بلندترین شخص اهل چین با قد ۲۴۲ سانتی‌متر.                                  | ۱۹۸۳ –     |
| کرهٔ شمالی           | ۲٫۳۵ متر (۷ فوت ۹ اینچ)  | ری میونگ هون          | بلندترین شخص اهل کره‌شمالی با قد ۲۳۵ سانتی‌متر.                             | ۱۹۶۷ –     |
| تونس                | ۲٫۳۵ متر (۷ فوت ۹ اینچ)  | رضوان شربیب           | بلندترین شخص اهل تونس و بلندترین انسان زندهٔ آفریقا.                       | ۱۹۶۸ –     |
| ایالات متحده آمریکا | ۲٫۳۴ متر (۷ فوت ۸ اینچ)  | ایگور ووکووینسکی      | بلندترین شخص اهل ایالات متحدۀ آمریکا و بلندترین انسان زندهٔ آمریکای شمالی. | ۱۹۸۲ –     |
| ژاپن                | ۲٫۳۴ متر (۷ فوت ۸ اینچ)  | یاسوکا اوکایاما       | بلندترین شخص ژاپنی با قد ۲۳۴ سانتی‌متر.                                    | ۱۹۵۴ –     |
| پاکستان             | ۲٫۳۴ متر (۷ فوت ۸ اینچ)  | ناصر صومرو            | بلندترین مرد در پاکستان                                                   |            |
| بریتانیا            | ۲٫۳۳ متر (۷ فوت ۸ اینچ)  | نیل فینگلتون          | بلندترین شخصی که در بریتانیا زاده شده، قد او ۲۳۳ سانتی‌متر است.            | ۱۹۸۰ –     |
| رومانی              | ۲٫۳۱ متر (۷ فوت ۷ اینچ)  | جورجی موریسون         | بلندترین شخص اهل رومانی با قد ۲۳۱ سانتی‌متر.                               | ۱۹۷۱ –     |
| هند                 | ۲٫۲۹ متر (۷ فوت ۶ اینچ)  | اورنگ زیب خان         | بلندترین شخص زنده هندی با ق ۲۲۹ سانتی‌متر.                                 | ۱۹۷۱ –     |
| مونته‌نگرو           | ۲٫۲۹                     | اسلاکو فرانسیس        | بلندترین شخص زنده در مونتنگرو.                                            | ۱۹۸۳ –     |
| پرو                 | ۲٫۲۸ متر (۷ فوت ۶ اینچ)  | مارگاریتو ماچاکوی     | بلندترین شخص اهل پرو با قد ۲۲۸ سانتی‌متر.                                  | ۱۹۶۵ –     |
| کانادا              | ۲٫۲۶ متر (۷ فوت ۵ اینچ)  | جری سوکولوسکی         | بلندترین کانادایی یا قد ۲۲۶ سانتی‌متر.                                     | ۱۹۸۳ –     |
| نیوزیلند            | ۲٫۲۵ متر (۷ فوت ۵ اینچ)  | رون باکس              | بلندترین شخص اهل نیوزیلند با قد ۲۲۵ سانتی‌متر.                             | ۱۹۶۰ –     |
| استرالیا            | ۲٫۲۱ متر (۷ فوت ۳ اینچ)  | سام هریس              | بلندترین استرالیایی با قد ۲۲۱ سانتی‌متر.                                   | ۱۹۸۴ –     |
| پورتوریکو           | ۲٫۲۰ متر (۷ فوت ۳ اینچ)  | پیتر جان راموس        | بلندترین شخص اهل پورتوریکو.                                               | ۱۹۸۵ –     |
| نپال                | ۲٫۱۶                     | ارومیلا کوماری چوداری | احتمال می‌رود که این شخص با قد ۲۱۶ سانتی‌متر، بلندترین زن اهل نپال باشد.    | ۱۹۹۱ –     |